# Ilida
Ilida (görögül Ήλιδα; az egykori Élisz Ἦλις) Görögország 36 275 lakosú városa, amely a 2011 januárjától hatályos Callicrate programnak nevezett közigazgatási reform után jött létre, amely eltörölte a prefektúrákat és több települést egyesített.

## Itt született
- 1953-ban Dimítrisz Avramópulosz görög politikus, az Európai Bizottság bevándorlási biztosa

## Fordítás
- Ez a szócikk részben vagy egészben  az   Ilida című olasz Wikipédia-szócikk ezen változatának fordításán alapul.  Az eredeti cikk szerkesztőit annak laptörténete sorolja fel. Ez a jelzés csupán a megfogalmazás eredetét és a szerzői jogokat jelzi, nem szolgál a cikkben szereplő információk forrásmegjelöléseként.